# 616 (číslo)
Šest set šestnáct je přirozené číslo. Následuje po číslu šest set patnáct a předchází číslu šest set sedmnáct. Římskými číslicemi se zapisuje DCXVI a řeckými číslicemi χιϝ.

## Matematika
616 je:
- Sedmiúhelníkové číslo
- Abundantní číslo
- Složené číslo
- Nešťastné číslo

## Astronomie
- (616) Elly je planetka hlavního pásu, kterou objevil v roce 1906 August Kopff

## Roky
- 616
- 616 př. n. l.

## Ostatní
- 616 je spolu s číslem 666 označováno jako číslo šelmy